# Pterodroma brevipes
Il petrello dal collare (Pterodroma brevipes Peale, 1848) è un uccello marino della famiglia dei Procellariidi originario del Pacifico sud-occidentale.

## Descrizione

### Dimensioni
Misura 30 cm di lunghezza e ha un'apertura alare di 70-71 cm.

### Aspetto
Il petrello dal collare è una specie di piccole dimensioni, dal piumaggio prevalentemente grigio e bianco. Sembra che indossi una sorta di cappuccio e presenta dei motivi scuri sulle parti inferiori e sulla superficie superiore delle ali. Questa specie è polimorfica. Negli esemplari di forma scura, la colorazione varia dal nero fuligginoso al grigio-ardesia scuro, ma è presente del bianco sulla parte inferiore della testa e alcune macchie biancastre sulla superficie inferiore delle ali. La parte bassa della mantellina, le scapolari e il sottocoda sono di color grigio chiaro. La parte bassa dell'addome è ornata da una tinta grigio cenere. Il collare è nerastro e completo. La forma chiara è molto simile al petrello di Gould. Tuttavia, il bordo posteriore scuro della superficie inferiore dell'ala è più allungato e segna pertanto un confine più ampio tra le copritrici e le primarie. La forma intermedia presenta un collare bianco incompleto. Le sue parti inferiori sono nettamente bianche. I sessi sono identici. I giovani assomigliano ai genitori.

### Voce
Il petrello dal collare emette note e intonazioni abbastanza simili a quelle di altre specie che appartengono al grande complesso del petrello di Gould (Pterodroma leucoptera). In tutto, il repertorio contiene quattro grida distinte: il ti-tii-ti in staccato è di gran lunga la vocalizzazione più comune, ma è possibile udire anche un grido basso e lamentoso, delle fusa basse e profonde, nonché un cher-cher di cui non conosciamo l'utilizzo.

## Biologia
I movimenti del petrello dal collare sono poco conosciuti. Si pensa che la specie sia in gran parte sedentaria, ma gli esemplari che vivono nella parte orientale dell'areale possono intraprendere dei brevi spostamenti che li portano fino alla Nuova Caledonia e a Temotufoliki.

### Alimentazione
Le prede che costituiscono il menu del petrello dal collare non sono state ancora ben identificate. La maggior parte di esse ricorda quelle presenti nella dieta del petrello di Gould, vale a dire principalmente cefalopodi e piccoli pesci come i mictofidi, ma tra queste figurano anche altri pesci come i gonostomatidi (Vinciguerria) o gli insetti noti come «pattinatori di mare» (Halobates). Alcune delle sue prede rappresentano però catture accidentali. Una grande maggioranza di esse viene catturata vicino alla superficie o a debole profondità dopo un'immersione parziale. I petrelli pescano talvolta in gruppi interspecifici; nel Pacifico orientale si uniscono spesso ai petrelli di Juan Fernandez (Pterodroma externa) e ai petrelli alinere (P. nigripennis).

### Riproduzione
Le abitudini riproduttive dei petrelli dal collare sono poco conosciute. La stagione inizia in febbraio/marzo a Vanuatu e nel sud delle Figi, così come alle isole Cook. Pulcini e giovani sono visibili nel nido tra giugno e settembre. In tutte le località, questi uccelli marini nidificano in colonie caratterizzate da attività rigorosamente notturna. I nidi sono situati a terra tra fessure rocciose, o semplicemente al suolo dove la loro posizione è nascosta da un fogliame più o meno fitto. La covata comprende un unico uovo di colore bianco la cui incubazione dura probabilmente 6 o 7 settimane. Dopo tre fasi successive, i pulcini abbandonano il loro piumino grigio scuro della nascita e sono pronti a volare nel giro di 11-12 settimane. Non abbiamo altre informazioni al riguardo.

## Distribuzione e habitat
I petrelli dal collare vivono nelle regioni sud-occidentali e centro-meridionali dell'oceano Pacifico, al largo della costa orientale dell'Australia. I principali siti di nidificazione sono Vanuatu (Vanua Lava e probabilmente Gaua, nell'arcipelago delle Banks, Erromango, Tanna e Aneityum) e le isole Figi (Gau, Kadavu). Sono presenti anche nelle isole Salomone (Makira), nelle Samoa occidentali e nelle isole Cook (Rarotonga). È possibile trovarli anche in altre isole della Polinesia.
I petrelli dal collare frequentano generalmente habitat marini e pelagici e si avvicinano raramente alle coste e alle regioni interne delle isole, tranne quando nidificano nelle colonie. Si riproducono nelle isole oceaniche dai versanti ripidi e ricoperti di foreste o in piccole gole dove crescono boschetti di palme. Alle isole Figi, questi uccelli sono in grado di spingersi fino a 465 metri sul livello del mare.

## Conservazione
Il petrello dal collare è attualmente considerato una «specie vulnerabile», ma fino a pochi anni fa era considerato «prossimo alla minaccia». La popolazione complessiva è infatti compresa tra 670 e 6700 unità, mentre solo pochi anni fa (2004) un censimento indicava la presenza di 20.000 esemplari. Questo declino improvviso può essere senza dubbio spiegato con la distruzione degli habitat adatti che vengono spesso occupati dall'uomo, con il quale la convivenza non è sempre possibile. Le manguste introdotte dall'uomo e gli Erpestidi in generale sono dei predatori formidabili. Gli effettivi della popolazione sono spesso mal valutati: nelle Samoa Americane, infatti, questa specie viene confusa con il petrello di Tonga (Pterodroma heraldica), mentre in Nuova Caledonia si verifica confusione con il petrello di Gould (P. leucoptera).